# Hiệu ứng Leidenfrost

Hiệu ứng Leidenfrost trên giọt nước

Hoạt động làm mát của bề mặt cấu trúc truyền thống và STA ở T = 1000°C

Hiệu ứng Leidenfrost là một hiện tượng vật lý trong đó một chất lỏng sát với một bề mặt nóng hơn đáng kể so với điểm sôi của chất lỏng đó, sinh ra một lớp hơi cách nhiệt giữ cho chất lỏng không sôi nhanh. Bởi lực đẩy của hơi, một giọt nước được nâng khỏi bề mặt, thay vì tiếp xúc vật lý với nó. Hiệu ứng được đặt tên theo bác sĩ người Đức Johann Gottlob Leidenfrost, người đã mô tả nó trong De aquae communis nonnullis qualitatibus tractatus.
Hiệu ứng này thường có thể được thấy khi nấu ăn, khi các giọt nước nguội rơi vào một chảo nóng. Nếu nhiệt độ của chảo bằng hoặc lớn hơn điểm Leidenfrost của nước, xấp xỉ bằng 193 °C (379 °F), giọt nước sẽ lăn nhanh qua mặt chảo và sẽ mất lâu hơn để bốc hơi so với khi nếu giọt nước rơi vào một chảo nguội hơn.
Hiệu ứng Leidenfrost có thể được triệt tiêu để mang đến hiệu quả làm mát nhiệt ngay cả với các bề mặt nhiệt độ cực cao hơn 1000 °C, chẳng hạn với thiết kế bề mặt giáp nhiệt có cấu trúc (STA). Bề mặt STA ngăn cản sự khởi đầu của hiệu ứng Leidenfrost có thể được sử dụng rộng rãi trong những môi trường khắc nghiệt.

## Tổng quan
Hiện tượng này được nghiên cứu đầu tiên bởi bác sĩ Johann Gottlob Leidenfrost tại Duisburg và được mô tả trong De aquae communis nonnullis qualitatibus tractatus (tạm dịch: Khái luận về một số tính chất của nước thường) năm 1756. Bản thân khái luận này dựa trên học thuyết cổ đại về bốn nguyên tố (lửa, nước, không khí và đất) của Empedocles (hoặc Aristotle) và nhằm để ghi chép về việc tạo ra đất từ lửa và nước. Leidenfrost dường như đã thành công với thí nghiệm này, nhưng những gì ông ta đã làm chẳng qua là thu được các muối hòa tan trong nước Duisburg cứng còn lại sau khi nước đã bay hơi.
Hiệu ứng Leidenfrost có thể được quan sát trên một bề mặt chảo đang được đun nóng mà các giọt nước rơi trên đó. Ban đầu, khi nhiệt độ của chảo thấp hơn 100 °C (212 °F), nước sẽ trải phẳng ra và dần dần bay hơi, hay nếu nhiệt độ của chảo khá thấp dưới 100 °C (212 °F) thì nước vẫn còn ở thể lỏng. Khi nhiệt độ của chảo tăng lên hơn 100 °C (212 °F), các giọt nước sẽ tạo ra tiếng động khi tiếp xúc với bề mặt chảo và bốc hơi nhanh chóng. Nếu nhiệt độ tiếp xúc là đủ cao để có thể xảy ra sự bốc hơi rất nhanh về căn bản, giọt nước có thể được nâng lên và trượt trên một lớp hơi nước, ngăn cách nó khỏi sự truyền nhiệt trực tiếp. Nhiệt độ đó được gọi là điểm Leidenfrost. Hơi nước bị giữ dưới giọt nước và chỉ có thể thoát ra một cách từ từ. Trong cùng lúc đó, hơi nước mới được tạo ra và làm cho giọt nước trượt nổi trên bề mặt nóng, theo cách giống tàu đệm khí. Điều này sẽ tiếp tục cho đến khi chảo nóng tới một nhiệt độ cao hơn nữa ở đó mà nước bị hóa hơi ngay lập tức trước khi hiệu ứng kịp xảy ra.
Lớp khí ngăn cách này cũng được hình thành với nitơ lỏng khi nó tiếp xúc với các vật thể ở nhiệt độ phòng. Nhờ hiệu ứng này, do đó có thể để nitơ lỏng (ở −196 °C) trượt nhanh qua bàn tay hay nhúng nhanh mà không bị thương hay cóng. Tuy nhiên, cần phải để toàn bộ giọt nitơ có thể lăn qua hết và không bị đọng lại trong các nếp của bàn tay. Ngoài ra, còn có rủi ro nếu nitơ lỏng chạm vào một vật liệu có độ dẫn nhiệt cao (ví dụ nhẫn trên ngón tay).
Nhiệt độ mà tại đó hiệu ứng Leidenfrost xảy ra là khó dự đoán. Ngay cả nếu thể tích của giọt chất lỏng được giữ không đổi, điểm Leidenfrost có thể rất khác biệt, với sự phụ thuộc phức tạp vào các tính chất của bề mặt nóng, cũng như bất kỳ tạp chất nào trong chất lỏng. Một số nghiên cứu đã được tiến hành vào mô hình lý thuyết của hệ, nhưng nó khá phức tạp.
Hiện tượng Leidenfrost gây ra một hiệu ứng không mong muốn khi rèn các kim loại trong một môi trường lỏng như dầu hoặc nước. Sự làm nguội của vật liệu cần một thời gian ngắn nhất có thể, nhưng bị kéo dài bởi lớp hơi giữa vật và môi trường làm nguội. Hiệu ứng có thể được ức chế tới một mức nhất định bằng cách thêm phụ gia vào môi trường làm nguội.
Một hành động khác mà hiệu ứng Leidenfrost được cho là bảo vệ khỏi bị bỏng nhưng thực ra không có vai trò gì là đi chân trần trên than đỏ nóng.